# Далтон (шоссе)
Шоссе Далтон (англ. Dalton Highway) — шоссе в штате Аляска общей протяжённостью 666 километров (414 миль). Начинается от Шоссе Эллиот в 134 километрах от Фэрбанкса и заканчивается в Дедхорсе, неподалёку от побережья Северного Ледовитого океана. Было построено в 1974 году и предназначалось для подвоза стройматериалов для Трансаляскинского нефтепровода. Изначально дорога была доступна только для коммерческих перевозок. В 1981 году было открыто общее движение до 211-й мили, а в 1994 году — и всё шоссе целиком. Шоссе было названо в честь Джеймса Далтона, инженера, участвовавшего в создании Линии «Дью». Самый северный участок Панамериканского шоссе.

## Описание

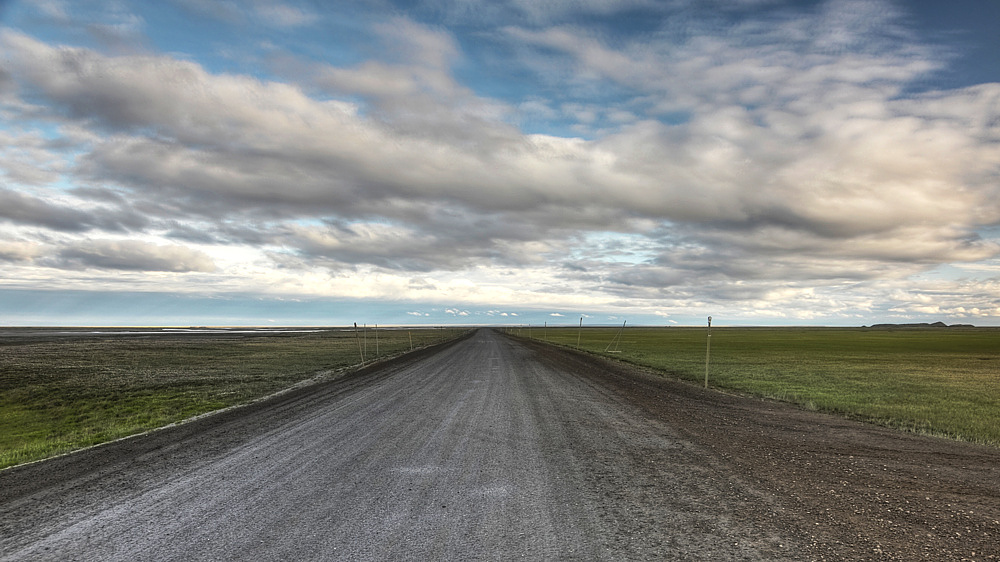
Вид на шоссе по направлению на юг от Дедхорса

Шоссе проходит параллельно Трансаляскинскому нефтепроводу и является одной из самых удалённых дорог США, так как вдоль дороги расположено всего три населённых пункта: Колдфут (с населением 10 человек), Уайзмен (с населением 22 человека) и Дедхорс (с постоянным населением 25 человек). В двух других населённых пунктах — Проспект-Крик и Галбрейт-Лейк — живут только сезонные рабочие, в остальное время населённые пункты необитаемы. Однако, несмотря на это, по шоссе проезжает большое количество грузовых автомобилей: в день около 160 летом и 250 в зимние месяцы. Шоссе заканчивается в нескольких километрах от Северного Ледовитого океана, после чего начинаются частные дороги, принадлежащие нефтяным компаниям.
Шоссе неоднократно показывалось по телевидению в качестве одной из самых опасных дорог мира. Власти также настоятельно рекомендуют заранее позаботиться о предметах первой необходимости. Ближайшие медицинские пункты находятся в Дедхорсе и Фэрбанксе. Заправочные станции — в Дедхорсе, Колдфуте и возле Моста Е. Л. Паттона.
Бо́льшая часть дороги гравийная, асфальтное покрытие имеют около 175 километров шоссе.